# Enfermedad mano-pie-boca
La enfermedad de mano-pie-boca (también conocida como fiebre aftosa humana o HFMD por sus siglas en inglés) es una leve dolencia viral, cuyos síntomas principales son dolor en la boca y presencia de pequeñas ampollas, úlceras o aftas.
Los dos tipos de virus que la causan son el coxsackievirus y el enterovirus.
No se debe confundir con la otra fiebre aftosa (o glosopeda), que es una afección del ganado y que probablemente es mucho más conocida por el público.
Los virus que causan la fiebre aftosa humana se propagan a través del contacto personal cercano, a través del aire de la tos y las heces de una persona infectada.
Los objetos contaminados también pueden propagar la enfermedad.
El coxsackievirus A16 es la causa más común, mientras que el enterovirus 71 es la segunda causa más común.
Otras cepas de coxsackievirus y enterovirus también pueden ser responsables.
Algunas personas pueden ser portadoras y transmitir el virus a pesar de no tener síntomas de la enfermedad.
Otros animales no están implicados.
El diagnóstico a menudo se puede hacer basándose en los síntomas.
En ocasiones, se puede analizar una muestra de garganta o de heces para detectar el virus.
El lavado de manos puede prevenir el contagio, y los infectados no deben ir al trabajo, a la guardería o a la escuela.
No se dispone de ningún fármaco/medicamento antiviral ni de ninguna vacuna, pero se está trabajando en su desarrollo.
La mayoría de los casos no requieren un tratamiento específico.
Se puede utilizar una simple medicación para el dolor como ibuprofeno o un gel anestésico bucal.
En ocasiones, se administran líquidos intravenosos a los niños que no pueden beber lo suficiente.
En raras ocasiones, la meningitis viral o la encefalitis pueden complicar la enfermedad.
La enfermedad de las manos, los pies y la boca se da en todas las zonas del mundo.
Suele producirse en pequeños brotes epidémicos en guarderías o jardines de infancia.
Desde 1997 se producen grandes brotes en Asia.
Suele producirse durante los meses de primavera, verano y otoño.
Normalmente se da en niños menores de cinco años, pero ocasionalmente puede darse en adultos.

## Causa
Los virus que causan la enfermedad son de la familia Picornavirídae.
La causa más común de HFMD es el coxsackievirus A16.
La segunda causa más común es el enterovirus 71 (EV-71).
También pueden ser responsables muchas otras cepas de coxsackievirus y enterovirus.

### Transmisión
La enfermedad de las manos, los pies y la boca es muy contagiosa y se transmite por secreciones nasofaríngeas como la saliva o el moco nasal, por contacto directo o por transmisión fecal-oral. Es posible ser infeccioso durante días o semanas después de la resolución de los síntomas.
Los entornos de cuidado infantil son los lugares más comunes en los que se contrae la enfermedad de las manos, los pies y la boca debido al entrenamiento para ir al baño, los cambios de pañal y el hecho de que los niños a menudo se llevan las manos a la boca.
La enfermedad de las manos, los pies y la boca se contrae a través de secreciones de nariz y garganta como saliva, esputo, moco nasal y así como el líquido de las ampollas y las heces.

## Tratamiento
No existe tratamiento específico para la enfermedad de manos, pies y boca. Síntomas individuales, como la fiebre o el dolor de las ampollas pueden ser aliviados con el uso de medicamentos, aunque la mayoría de las ampollas desaparecen sin ulcerarse, romperse o dejar cicatrices. La fiebre aftosa es una enfermedad viral que tiene que seguir su curso; muchos doctores no recetan medicamentos, a menos que la infección sea severa. Es usualmente recomendable que al niño afectado se le deje reposar en casa hasta que la infección ceda. Los reductores de fiebre ayudarán a controlar las altas temperaturas. Baños tibios también sirven para bajar la temperatura. El único medicamento recomendado es el paracetamol.
En 2018, la Comisión Nacional de Salud de China reunió a un grupo de expertos para revisar sus directrices para el diagnóstico y tratamiento de la enfermedad de manos, pies y boca. Se recomienda el consumo de hierbas medicinales chinas, prescritas por médicos certificados, para despejar los síntomas.
Solamente una pequeña minoría de los pacientes requiere atención de hospital, principalmente producto de complicaciones neurológicas, tal como la encefalitis, la meningitis, los edemas agudos de pulmón o las hemorragias pulmonares.

## Epidemiología
La enfermedad de manos, pies y boca se presenta con mayor frecuencia en niños menores de 10 añosy más a menudo menores de 5 años, pero también puede afectar a adultos con síntomas variables.Tiende a producirse en brotes durante las estaciones de primavera, verano y otoño.Se cree que esto se debe a que el calor y la humedad mejoran la propagación. 
La enfermedad de las manos, los pies y la boca es más frecuente en las zonas rurales que en las urbanas; sin embargo, hay que tener en cuenta el nivel socioeconómico y los niveles de higiene. 
La falta de higiene es un factor de riesgo de la enfermedad de las manos, los pies y la boca.

### Brotes
- En 1997, se produjo un brote en Sarawak (Malasia) con 600 casos y más de 30 niños muertos.[18][19][20][21]
- En 1998, hubo un brote en Taiwán, que afectó principalmente a niños.[22] Hubo 405 complicaciones graves, y 78 niños murieron.[23] Se calcula que el número total de casos en esa epidemia fue de 1,5 millones.[4]
- En 2008 un brote en China, que comenzó en marzo en Fuyang (Anhui), provocó 25 000 infecciones, y 42 muertes, para el 13 de mayo. [4] Se registraron brotes similares en Singapur (más de 2600 casos hasta el 20 de abril de 2008),[24] Vietnam (2300 casos, 11 muertes),[25] Mongolia (1600 casos),[26] y Brunéi (1053 casos entre junio y agosto de 2008).[27]
- En 2009, 17 niños murieron en un brote durante marzo y abril de 2009 en la provincia de Shandong oriental de China, y 18 niños murieron en la vecina provincia de Henan.[28] De los 115 000 casos registrados en China entre enero y abril, 773 fueron graves y 50 mortales.[29]
- En 2010, en China, se produjo un brote en la región autónoma de Guangxi, en el sur del país, así como en las provincias de Guangdong, Henan, Hebei y Shandong. Hasta marzo, 70 756 niños estaban infectados y 40 murieron a causa de la enfermedad. En junio, temporada alta de la enfermedad, habían muerto 537.[30]
- La Organización Mundial de la Salud informó entre enero y octubre de 2011 (1 340 259) que el número de casos en China había descendido en aproximadamente 300 000 casos desde 2010 (1 654 866), con un pico de nuevos casos en junio. Se produjeron 437 muertes, menos que en 2010 (537 muertes).[31]
- En diciembre de 2011, el Departamento de Salud Pública de California identificó una forma fuerte del virus, el coxsackievirus A6 (CVA6), en la que es frecuente la pérdida de uñas en los niños.[32]
- En 2012 en Alabama, Estados Unidos hubo un brote de un tipo inusual de la enfermedad. Ocurrió en una estación en la que no suele verse y afectó a adolescentes y adultos mayores. Hubo algunas hospitalizaciones debidas a la enfermedad, pero no se informó de ninguna muerte.[33]
- En 2012, en Camboya, 52 de los 59 casos revisados de niños supuestamente[34] muertos (a 2012  de julio del  9) debido a una misteriosa enfermedad se diagnosticó que era causada por una forma virulenta de la enfermedad de las manos, los pies y la boca.[35] Aunque existe un grado significativo de incertidumbre con respecto al diagnóstico, el informe de la OMS afirma: "Según los últimos resultados de laboratorio, una proporción significativa de las muestras dio positivo para el enterovirus 71 (EV-71), que causa la enfermedad de manos, pies y boca (EMPB). Se sabe que el virus EV-71 suele causar complicaciones graves en algunos pacientes."[36]
- La fiebre aftosa infectó a 1.520.274 personas y se registraron hasta 431 muertes a finales de julio de 2012 en China.[37]
- En 2018, se han producido más de 50 000 casos a través de un brote a nivel nacional]] en Malasia, con dos muertes también reportadas.[38][39][40]